# Richard Warwick
| Richard Warwick                           | Richard Warwick                              |
| Kattints az alábbi külső linkek egyikére! | Kattints az alábbi külső linkek egyikére!    |
| ----------------------------------------- | -------------------------------------------- |
| Nem található szabad kép.(?)              |                                              |
| külső link · jogvédett                    | Wallace szerepében a Ha… című filmben (1968) |

Richard Warwick (Longfield, 1945. április 29. – London, 1997. december 26.) angol színész.

## Élete
Richard Warwick Longfieldben született Richard Carey Winter néven. Franco Zeffirelli 1968-as Rómeó és Júlia című filmjével vált ismert színésszé, ahol György szerepét játszotta. Karrierje során olyan neves rendezőkkel dolgozhatott, mint Lindsay Anderson (Ha…), Maximilian Schell (Első szerelem), Derek Jarman (Szent Sebestyén/Sebastiane) vagy Clint Eastwood (Az elefántvadász). A televízióban legismertebb szerepe Please Sir! című sitcomban volt. Homoszexualitását nyílten vállalta. Utolsó filmje, Franco Zeffirelli által rendezett, 1996-os Jane Eyre. 
Halálát AIDS okozta 1997-ben.

## Fontosabb filmjei
- 1968: Rómeó és Júlia (Romeo and Juliet) – György
- 1968: Ha… (If...) – Wallace (magyar hangja: Quintus Konrád)
- 1969: A szoba-konyha (The Bed Sitting Room) – Alan
- 1970: Első szerelem (Erste Liebe) – Belovzorov
- 1971: Cárok végnapjai (Nicholas and Alexandra) – Dmitrij Pavlovics nagyherceg
- 1970: Please Sir! (1971) – David Ffitchett-Brown (7 epizódban)
- Alice Csodaországban (Alice’s Adventures in Wonderland) – Pikk 7-es
- 1976: Szent Sebestyén (Sebastiane) – Justin
- 1978: A nagy vágta (International Velvet) – Tim
- 1979: A vihar (The Tempest) – Antonio
- 1982: Legkedvesebb évem (My Favorite Year) – Technikai rendező
- 1984: Johnny DeVeszélyes (Johnny Dangerously) – rab
- 1990: Az elefántvadász (White Hunter Black Heart) – Basil Fields (magyar hangja: Dobránszky Zoltán)
- 1990: Hamlet (Hamlet) – Bernardo (magyar hangja:Juhász György)
- 1996: Jane Eyre (Jane Eyre) – John (magyar hangja:Holl Nándor)

## Fordítás
- Ez a szócikk részben vagy egészben  a   Richard Warwick című angol Wikipédia-szócikk fordításán alapul.  Az eredeti cikk szerkesztőit annak laptörténete sorolja fel. Ez a jelzés csupán a megfogalmazás eredetét és a szerzői jogokat jelzi, nem szolgál a cikkben szereplő információk forrásmegjelöléseként.

## További információ
- Richard Warwick a PORT.hu-n (magyarul)
- Richard Warwick az Internetes Szinkronadatbázisban (magyarul)
- Richard Warwick az Internet Movie Database-ben (angolul)
- Richard Warwick a Rotten Tomatoeson (angolul)